# فريندز أرينا
فريندز أرينا هو ملعب متعدد الاستخدام ذو سقف قابل للطي ويقع بجانب بحيرة روستاشون في سولنا إلى الشمال مباشرة من مركز مدينة ستوكهولم. يعتبر منذ افتتاحه بمثابة الملعب البيتي للمنتخب السويدي لكرة القدم. تبلغ طاقته الاستيعابية 65,000 في الحفلات وأكثر من 50,000 في مباريات كرة القدم.

## روابط خارجية
- Friends Arena
- فريندز أرينا  على فيسبوك.
- Swedish Football Association
- Stadium Guide Article